# 災害に係る住家の被害認定
災害に係る住家の被害認定（さいがいにかかわるじゅうかのひがいにんてい）とは、地震・水害・風害といった災害が起きたときに、市町村が当該地域の被災者の申請を受けて交付する罹災証明書の作成のために必要な認定であり、住家の経済的被害の状況の標準的な調査方法として、平成13年（2001年）に「災害に係る住家の被害認定基準運用指針」が内閣府によって定められている。
令和3年（2021年）に改定された指針によれば損害判定基準（住家の主要な構成要素の経済的被害の住家全体に占める損害割合）は次のようになっている。
| 被害の程度                   | 損害判定基準     |
| ---------------------------- | ---------------- |
| 全壊                         | 50％以上         |
| 大規模半壊                   | 40％以上50％未満 |
| 中規模半壊                   | 30％以上40％未満 |
| 半壊                         | 20％以上30％未満 |
| 準半壊                       | 10％以上20％未満 |
| 準半壊に至らない（一部損壊） | 10％未満         |

## 沿革
災害の被害認定基準は、かつては消防庁、警察庁、厚生省、建設省において異なっていたが、昭和43年（1968年）6月に統一する旨の通知が内閣府より出された。
その後、住家の被害認定については実情に合っていないとして平成13年（2001年）に改められ、全壊、半壊の認定基準が示された。「災害に係る住家の被害認定基準運用指針」は平成21年（2009年）6月、平成25年（2013年）6月、平成30年（2018年）3月、令和2年（2020年）3月、令和3年（2021年）3月と改正されている。
平成21年の改定では、平成19年11月の被災者生活再建支援法の改正を踏まえ、「地震編・浸水編」の2部構成を「地震編・水害編・風害編」の3部構成への変更などが行われた。
平成25年の改定では、平成23年3月11日に発生した東日本大震災以降の特例措置などを踏まえ、「地盤の液状化等により損傷した住家の被害認定の調査・判定方法」を「補遺」として追加、「水害編」に「第1次調査（外観調査）」を追加などが行われた。
平成30年の改定では、平成27年の関東・東北豪雨、平成28年の熊本地震、平成29年の九州北部豪雨などの大規模災害での経験を踏まえ、写真を活用した判定方法の追加、「水害編」の「第1次調査（外観目視調査）」に外力が作用することによる一定以上の損傷が発生していない場合の調査方法の追加などが行われた。
令和2年の改定では、令和元年の房総半島台風、災害救助法による住宅の応急修理制度の損害割合10％以上20％未満への対象拡充などを踏まえ、これまでの「半壊に至らない」を「準半壊」と「準半壊に至らない（一部損壊）」に区分し、調査方法の見直しなどが行われた。
令和3年の改定では、被災者生活再建支援法の支援対象の損害割合30%以上40％未満への対象拡充を踏まえ、これまでの「半壊」を「中規模半壊」と「半壊」に区分し、調査方法の見直しなどが行われた。
また、平成22年（2010年）12月には内閣府により「災害に係る住家被害認定業務実施体制の手引き」が作成されている。